# Белое (Дубровицкий район)
Белое (укр. Біле) — село, входит в Милячский сельский совет Дубровицкого района Ровненской области Украины.
Население по переписи 2001 года составляло 304 человека. Почтовый индекс — 34135. Телефонный код — 3658. Код КОАТУУ — 5621885002.

## Местный совет
34133, Ровненская обл., Дубровицкий р-н, с. Миляч, ул. Школьная.